# Edoardo di York (1473-1484)
Edoardo di York (Middleham, dicembre 1473 – Middleham, 9 aprile 1484) è stato principe di Galles e primo conte di Salisbury.

## Biografia
Era l'unico figlio del re Riccardo III d'Inghilterra, appartenente alla Casa di York, e di Anna Neville.
Nacque nel castello di Middleham, antica proprietà di suo nonno materno il conte di Warwick Richard Neville.
Nel 1478, a seguito dell'esecuzione di Giorgio, Duca di Clarence per tradimento il titolo di conte di Salisbury venne concesso a Edoardo.
Edoardo venne insignito anche del titolo di principe di Galles a seguito dell'ascesa al trono di suo padre come re di Inghilterra nel 1483. La cerimonia di investitura si svolse nella Cattedrale di York.
Edoardo morì improvvisamente a Middleham nel 1484 e fu sepolto nella chiesa parrocchiale di Sherif Hutton, altro possedimento della famiglia. Il titolo di duca di York si estinse per poi essere ricreato per la famiglia dei Tudor.
Dopo la sua morte, re Riccardo si trovò costretto a designare subito un altro erede per non destabilizzare ulteriormente la sua posizione al trono, già faticosamente ottenuto nell'ambito della guerra tra le casate di York e Lancaster (Guerra delle due rose). Riccardo scelse suo nipote, John de la Pole, I conte di Lincoln. Tuttavia Enrico Tudor invase l'Inghilterra e sconfisse Riccardo nella battaglia di Bosworth nel 1485, salendo al trono col nome di Enrico VII.

## Ascendenza
|                                         |                                       |                                             | Genitori                                   |  |  | Nonni |  |  | Bisnonni                                      |  |  | Trisnonni                            |  |
|                                         |                                       |                                             |                                            |  |  |       |  |  | Riccardo Plantageneto, III conte di Cambridge |  |  | Edmondo Plantageneto, I duca di York |  |
|                                         |                                       |                                             |                                            |  |  |       |  |  | Riccardo Plantageneto, III conte di Cambridge |  |  | Edmondo Plantageneto, I duca di York |  |
|                                         |                                       | Isabella di Castiglia                       |                                            |  |  |       |  |  | Riccardo Plantageneto, III conte di Cambridge |  |  |                                      |  |
| Riccardo Plantageneto, III duca di York |                                       |                                             |                                            |  |  |       |  |  | Riccardo Plantageneto, III conte di Cambridge |  |  |                                      |  |
|                                         |                                       | Anna Mortimer                               | Ruggero Mortimer                           |  |  |       |  |  |                                               |  |  |                                      |  |
|                                         |                                       | Anna Mortimer                               | Ruggero Mortimer                           |  |  |       |  |  |                                               |  |  |                                      |  |
|                                         |                                       | Anna Mortimer                               | Alianore Holland                           |  |  |       |  |  |                                               |  |  |                                      |  |
| Riccardo III d'Inghilterra              |                                       | Anna Mortimer                               |                                            |  |  |       |  |  |                                               |  |  |                                      |  |
|                                         |                                       | Ralph Neville, I conte di Westmorland       | John Neville                               |  |  |       |  |  |                                               |  |  |                                      |  |
|                                         |                                       | Ralph Neville, I conte di Westmorland       | John Neville                               |  |  |       |  |  |                                               |  |  |                                      |  |
|                                         |                                       | Ralph Neville, I conte di Westmorland       | Maud Percy                                 |  |  |       |  |  |                                               |  |  |                                      |  |
| Cecily Neville                          |                                       | Ralph Neville, I conte di Westmorland       |                                            |  |  |       |  |  |                                               |  |  |                                      |  |
|                                         |                                       | Joan Beaufort, contessa di Westmorland      | Giovanni Plantageneto, I duca di Lancaster |  |  |       |  |  |                                               |  |  |                                      |  |
|                                         |                                       | Joan Beaufort, contessa di Westmorland      | Giovanni Plantageneto, I duca di Lancaster |  |  |       |  |  |                                               |  |  |                                      |  |
|                                         |                                       | Joan Beaufort, contessa di Westmorland      | Katherine Swynford                         |  |  |       |  |  |                                               |  |  |                                      |  |
| Edoardo di York                         |                                       | Joan Beaufort, contessa di Westmorland      |                                            |  |  |       |  |  |                                               |  |  |                                      |  |
|                                         | Richard Neville, V conte di Salisbury | Ralph Neville                               |                                            |  |  |       |  |  |                                               |  |  |                                      |  |
|                                         | Richard Neville, V conte di Salisbury | Ralph Neville                               |                                            |  |  |       |  |  |                                               |  |  |                                      |  |
|                                         | Richard Neville, V conte di Salisbury | Joan Beaufort, contessa di Westmorland      |                                            |  |  |       |  |  |                                               |  |  |                                      |  |
| Richard Neville, XVI conte di Warwick   | Richard Neville, V conte di Salisbury |                                             |                                            |  |  |       |  |  |                                               |  |  |                                      |  |
|                                         |                                       | Alice Montacute                             | Thomas Montacute, IV conte di Salisbury    |  |  |       |  |  |                                               |  |  |                                      |  |
|                                         |                                       | Alice Montacute                             | Thomas Montacute, IV conte di Salisbury    |  |  |       |  |  |                                               |  |  |                                      |  |
|                                         |                                       | Alice Montacute                             | Eleanor Holland                            |  |  |       |  |  |                                               |  |  |                                      |  |
| Anna Neville                            |                                       | Alice Montacute                             |                                            |  |  |       |  |  |                                               |  |  |                                      |  |
|                                         |                                       | Richard de Beauchamp, XIII conte di Warwick | Thomas de Beauchamp, XII conte di Warwick  |  |  |       |  |  |                                               |  |  |                                      |  |
|                                         |                                       | Richard de Beauchamp, XIII conte di Warwick | Thomas de Beauchamp, XII conte di Warwick  |  |  |       |  |  |                                               |  |  |                                      |  |
|                                         |                                       | Richard de Beauchamp, XIII conte di Warwick | Margaret Ferrers                           |  |  |       |  |  |                                               |  |  |                                      |  |
| Anne de Beauchamp                       |                                       | Richard de Beauchamp, XIII conte di Warwick |                                            |  |  |       |  |  |                                               |  |  |                                      |  |
|                                         |                                       | Isabel le Despencer                         | Thomas le Despencer                        |  |  |       |  |  |                                               |  |  |                                      |  |
|                                         |                                       | Isabel le Despencer                         | Thomas le Despencer                        |  |  |       |  |  |                                               |  |  |                                      |  |
|                                         |                                       | Isabel le Despencer                         | Costanza di York                           |  |  |       |  |  |                                               |  |  |                                      |  |
|                                         |                                       | Isabel le Despencer                         |                                            |  |  |       |  |  |                                               |  |  |                                      |  |